# شركة تريومف للسيارات
شركة تريومف للسيارات (بالإنجليزية: Triumph Motor Company) هي شركة بريطانية لتصنيع السيارات، تأسست عام 1885 في كوفنتري، إنجلترا. بدأت نشاطها باستيراد وبيع الدراجات الهوائية، ثم تحولت في أوائل القرن العشرين إلى تصنيع السيارات. أنتجت أول سيارة في عام 1921، وسرعان ما أصبحت من أبرز العلامات البريطانية في مجال السيارات الرياضية والفاخرة خلال ثلاثينيات القرن العشرين.
شهدت الشركة عدة تحولات، أبرزها استحواذ "Standard Motor Company" عليها عام 1944، ثم اندماجها لاحقًا في مجموعة "British Leyland". أنتجت خلال هذه الفترة طرازات مميزة مثل TR2 وSpitfire وDolomite. توقف إنتاج سيارات تريومف رسميًا عام 1984، غير أن شركة BMW لا تزال تحتفظ بحقوق العلامة التجارية حتى اليوم، وسط محاولات محدودة لإحيائها من قبل شركات تصميم بريطانية.